# 水野清隆
水野清隆（1914年3月14日—），是日本的超級人瑞，也是2024年8月成為日本在世最年長男性。

## 生平
水野清隆1914年3月14日出生於靜岡縣磐田市。他年輕時曾經擔任禁軍，太平洋戰爭期間曾被派往中國等地作戰。
2021年，村松健太郎去世，水野清隆成為靜岡縣在世最年長男性。
2024年8月21日，一名來自東京都的匿名男性去世，成為日本在世最年長男性。